# Quận Monroe, Michigan
Quận Monroe một quận thuộc tiểu bang Michigan, Hoa Kỳ. Quận lỵ đóng ở. Theo điều tra dân số năm 2000 của Cục điều tra dân số Hoa Kỳ năm 2000, quận có dân số người.

## Địa lý
Theo Cục điều tra dân số Hoa Kỳ, quận có diện tích km2, trong đó có km2 là diện tích mặt nước.